# 오사카 동우편국
오사카 동우편국(일본어: 大阪東郵便局 오사카히가시유빈쿄쿠[*])는 오사카부 오사카시 주오구에 위치한 우체국이다.